# Континентальні штати

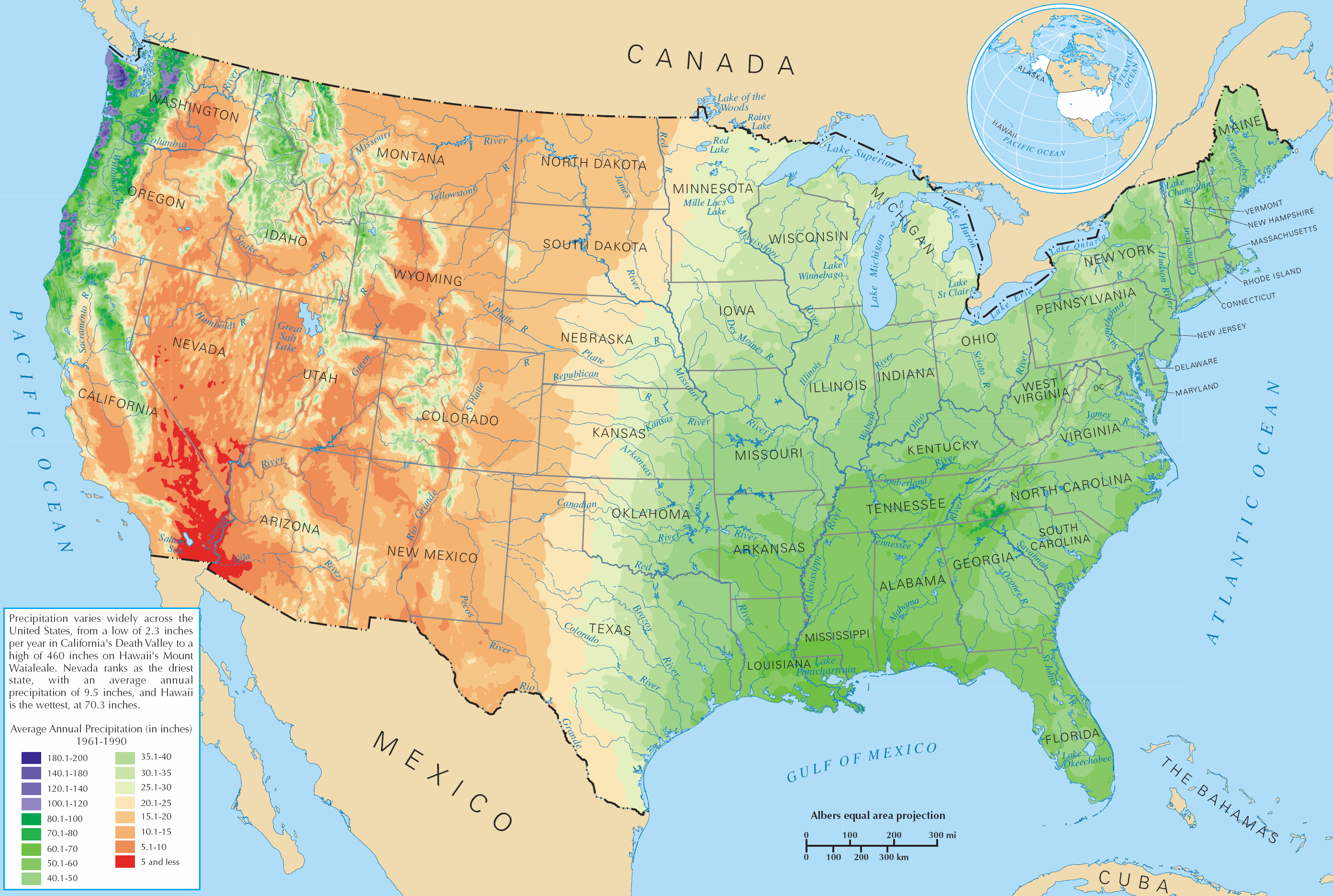
Континентальні штати

Континентальні штати (англ. Continental United States, U.S. Mainland), також Суміжні штати (англ. Contiguous United States, CONUS), іноді Нижні 48 (англ. Lower 48)  — територія США, що охоплює 48 штатів та Федеральний округ Колумбія.
Територія континентальних штатів розташована на Американському континенті, на  заході омивається Тихим океаном, на сході  — Атлантичним, з півночі  — межує з Канадою, включаючи район Великих озер. На півдні в західній частині проходить сухопутний кордон з Мексикою, на сході обмежені Мексиканською затокою.
Зовні континентальні штати нагадують витягнутий з заходу на схід прямокутник.
До 1959 року всі штати країни перебували на континенті. У континентальні Штати не входять Аляска (хоча й розташовується на материку) та Гаваї, а також Острівні території США. До цих територій часто застосовується термін Outside (зовнішня територія).
Континентальні штати займають територію 7,664 млн км², що становить 83,65 % загальної площі країни. При цьому населення штатів становить 306,675 млн жителів (99,33 %).

## Континентальні штати
- Айдахо
- Айова
- Алабама
- Аризона
- Арканзас
- Вайомінг
- Вашингтон
- Вермонт
- Вірджинія
- Вісконсин
- Делавер
- Джорджія
- Західна Вірджинія
- Іллінойс
- Індіана
- Каліфорнія
- Канзас
- Кентуккі
- Колорадо
- Коннектикут
- Луїзіана
- Массачусетс
- Мен
- Меріленд
- Міннесота
- Міссісіпі
- Міссурі
- Мічиган
- Монтана
- Небраска
- Невада
- Нью-Гемпшир
- Нью-Джерсі
- Нью-Йорк
- Нью-Мексико
- Огайо
- Оклахома
- Орегон
- Пенсільванія
- Південна Дакота
- Південна Кароліна
- Північна Дакота
- Північна Кароліна
- Род-Айленд
- Теннессі
- Техас
- Флорида
- Юта